# Trypeticus rombauti
Trypeticus rombauti är en skalbaggsart som beskrevs av Kanaar 2003. Trypeticus rombauti ingår i släktet Trypeticus och familjen stumpbaggar. Inga underarter finns listade i Catalogue of Life.